# Castro (achternaam)
Castro is een Romaanse achternaam die voorkomt in het Italiaans, het Spaans, het Portugees en het Galicisch. De naam is afgeleid van het latijnse Castrum, wat "vesting" betekent. In de middeleeuwen is het Huis van Castro een belangrijke adellijke familie in het noordwesten van Spanje, oorspronkelijk uit Castrojeriz in de huidige provincie Burgos, met vertakkingen tot in Galicië. Tijdens de Reconquista heeft de naam zich over het hele Iberisch Schiereiland verspreid, en tijdens de kolonisatie over Latijns-Amerika.
Wereldwijd is Castro de 198e achternaam. In Costa Rica is het de op negen na meest voorkomende achternaam, 50.024 personen heten er zo.